# Jovan Nišić
Jovan Nišić (in serbo Јован Нишић?; Belgrado, 3 marzo 1998) è un calciatore serbo, centrocampista del Radnički Niš.

## Caratteristiche tecniche
È un centrocampista offensivo.

## Carriera

### Club

#### Inizi nel Partizan
Muove i suoi primi passi nelle giovanili del Radnički Belgrado e dell'ŠF Premier, prima di entrare a far parte del settore giovanile del Partizan, dove rimane fino al 13 febbraio 2016, quando firma il suo primo contratto da professionista.

#### Teleoptik
Nello stesso giorno in cui diventa professionista, viene ceduto in prestito al Teleoptik, formazione delle riserve del Partizan, militante in Srpska Liga, la terza divisione serba. Con la formazione di Belgrado gioca per due stagioni: nella prima stagione aiuta la squadra a vincere il girone del distretto di Belgrado e ottenendo la promozione in Prva Liga Srbija; alla seconda stagione, con 27 presenze e 5 reti, contribuisce a mantenere la categoria.

#### Vozdovac
Il 1º luglio 2018 viene ceduto a titolo definitivo al Voždovac con cui ha debuttato in Superliga disputando l'incontro vinto 4-0 contro il Napredak Kruševac del 15 febbraio 2019. Al termine della stagione 2020-2021, dopo 59 presenze e 8 reti, lascia il club serbo.

#### Pau
Il 6 luglio 2021 approda in Francia, firmando per il Pau, formazione di Ligue 2.

### Nazionale

#### Nazionali giovanili
Dopo aver fatto la trafila tra le Nazionali giovanili, tra cui l'Under-17 e l'Under-19, arriva a giocare con la Nazionale Under-21 con cui disputa le qualificazioni al campionato europeo 2021, nel Gruppo 5, senza riuscire a qualificarsi.

#### Nazionali maggiore
Nel gennaio 2021, il commissario tecnico Ilija Stolica, lo inserisce nella lista dei 25 giocatori per un tour della Serbia in America Centrale. Fa il suo esordio il 25 gennaio 2021 contro la Repubblica Dominicana, in una partita disputata a Santo Domingo e terminata 0-0.

## Statistiche

### Cronologia presenze e reti in nazionale
| Cronologia completa delle presenze e delle reti in nazionale ― Serbia | Cronologia completa delle presenze e delle reti in nazionale ― Serbia | Cronologia completa delle presenze e delle reti in nazionale ― Serbia | Cronologia completa delle presenze e delle reti in nazionale ― Serbia | Cronologia completa delle presenze e delle reti in nazionale ― Serbia | Cronologia completa delle presenze e delle reti in nazionale ― Serbia | Cronologia completa delle presenze e delle reti in nazionale ― Serbia | Cronologia completa delle presenze e delle reti in nazionale ― Serbia |
| Data                                                                  | Città                                                                 | In casa                                                               | Risultato                                                             | Ospiti                                                                | Competizione                                                          | Reti                                                                  | Note                                                                  |
| --------------------------------------------------------------------- | --------------------------------------------------------------------- | --------------------------------------------------------------------- | --------------------------------------------------------------------- | --------------------------------------------------------------------- | --------------------------------------------------------------------- | --------------------------------------------------------------------- | --------------------------------------------------------------------- |
| 25-1-2021                                                             | Santo Domingo                                                         | Rep. Dominicana                                                       | 0 – 0                                                                 | Serbia                                                                | Amichevole                                                            | -                                                                     | 86’                                                                   |
| 29-1-2021                                                             | Panama                                                                | Panama                                                                | 0 – 0                                                                 | Serbia                                                                | Amichevole                                                            | -                                                                     | 61’                                                                   |
| Totale                                                                |                                                                       | Presenze                                                              | 2                                                                     |                                                                       | Reti                                                                  | 0                                                                     |                                                                       |

| Cronologia completa delle presenze e delle reti in nazionale ― Serbia under 21 | Cronologia completa delle presenze e delle reti in nazionale ― Serbia under 21 | Cronologia completa delle presenze e delle reti in nazionale ― Serbia under 21 | Cronologia completa delle presenze e delle reti in nazionale ― Serbia under 21 | Cronologia completa delle presenze e delle reti in nazionale ― Serbia under 21 | Cronologia completa delle presenze e delle reti in nazionale ― Serbia under 21 | Cronologia completa delle presenze e delle reti in nazionale ― Serbia under 21 | Cronologia completa delle presenze e delle reti in nazionale ― Serbia under 21 |
| Data                                                                           | Città                                                                          | In casa                                                                        | Risultato                                                                      | Ospiti                                                                         | Competizione                                                                   | Reti                                                                           | Note                                                                           |
| ------------------------------------------------------------------------------ | ------------------------------------------------------------------------------ | ------------------------------------------------------------------------------ | ------------------------------------------------------------------------------ | ------------------------------------------------------------------------------ | ------------------------------------------------------------------------------ | ------------------------------------------------------------------------------ | ------------------------------------------------------------------------------ |
| 10-9-2019                                                                      | Novi Sad                                                                       | Serbia under 21                                                                | 1 – 1                                                                          | Lettonia under 21                                                              | Qual. Europeo Under-21 2021                                                    | -                                                                              | 72’                                                                            |
| 11-10-2019                                                                     | Sofia                                                                          | Bulgaria under 21                                                              | 0 – 1                                                                          | Serbia under 21                                                                | Qual. Europeo Under-21 2021                                                    | -                                                                              | 56’                                                                            |
| 15-10-2019                                                                     | Łódź                                                                           | Polonia under 21                                                               | 1 – 0                                                                          | Serbia under 21                                                                | Qual. Europeo Under-21 2021                                                    | -                                                                              | 61’                                                                            |
| 15-11-2019                                                                     | Niš                                                                            | Serbia under 21                                                                | 6 – 0                                                                          | Estonia under 21                                                               | Qual. Europeo Under-21 2021                                                    | -                                                                              |                                                                                |
| 19-11-2019                                                                     | Niš                                                                            | Serbia under 21                                                                | 0 – 2                                                                          | Russia under 21                                                                | Qual. Europeo Under-21 2021                                                    | -                                                                              |                                                                                |
| 4-9-2020                                                                       | Jelgava                                                                        | Lettonia under 21                                                              | 2 – 2                                                                          | Serbia under 21                                                                | Qual. Europeo Under-21 2021                                                    | -                                                                              | 80’                                                                            |
| 8-9-2020                                                                       | Jūrmala                                                                        | Serbia under 21                                                                | 1 – 2                                                                          | Bulgaria under 21                                                              | Qual. Europeo Under-21 2021                                                    | -                                                                              |                                                                                |
| Totale                                                                         |                                                                                | Presenze                                                                       | 7                                                                              |                                                                                | Reti                                                                           | 0                                                                              |                                                                                |

## Palmarès

### Club

#### Competizioni nazionali
- Srpska Liga: 1

Teleoptik: 2016-2017 (Srpska liga Beograd)
- Campionato bosniaco: 1

Borac Banja Luka: 2023-2024